# Francesco Antonio La Fornara
Francesco Antonio La Fornara, dit Sieur Francisque,  est un castrat italien de la Chapelle royale né à Monopoli, le 29 mars 1706 de Mastro Giuseppe et Cecilia Zaccaria (venant de Martina Franca) et mort à Versailles le 12 avril 1781.
Il a chanté dans les chœurs de Les Éléments d'André Cardinal Destouches et Michel-Richard de Lalande (1721) et de Anacréon de Jean-Philippe Rameau (1754).